# چوچور
چوچور (به بلغاری: Chuchur) روستایی در بلغارستان است که در استان اسمولیان واقع شده‌است. چوچور ۶ نفر جمعیت دارد.